# تپه بابول
تپه بابول مربوط به دوران فرادیرینه‌سنگی است و در شهرستان کرمانشاه، بخش مرکزی، دهستان بالادربند، ۶۰۰ متری شمال غرب روستای سفید چغا دوده واقع شده و این اثر در تاریخ ۱۸ اسفند ۱۳۸۷ با شمارهٔ ثبت ۲۴۸۷۳ به‌عنوان یکی از آثار ملی ایران به ثبت رسیده است.